# 岩手県立盛岡第一高等学校
岩手県立盛岡第一高等学校（いわてけんりつ もりおかだいいちこうとうがっこう, Iwate Prefectural Morioka Daiichi High School）は、岩手県盛岡市上田三丁目にある県立高等学校。

## 概要
校訓
- 「忠實自彊」（ちゅうじつじきょう）
- 「質實剛健」（しつじつごうけん）

教育目標
- 時代の先駆者として、社会に広く貢献する人間を育成する
- 高い知性と教養を身につけた人間を育成する
- たくましい精神力と思いやりの心を兼ね備えた人間を育成する
- 強健な身体と豊かな感性をあわせ持った人間を育成する

重点目標
- 勉学に真摯に取り組む体制を確立する
- 文武両道の校風を確立する
- 自律性を持った自主的人間を育成する
- 基本的生活習慣を積極的に身につける気風を確立する

校歌
校歌は1908年（明治41年）に在校していた伊藤九万一によって作詞され、選曲は同じく当時在校していた佐香貞次郎によって行われた。旋律は軍艦行進曲と同じ。
男子寮（自彊寮）
同校には「自彊（じきょう）寮」と呼ばれる寄宿舎（男子用）があった（2020年3月をもって廃寮）。この寄宿舎は旧制盛岡中学校時代の名前を受け継いでいるものであり、盛岡中学の卒業生であった宮沢賢治も入寮していたことがある。
同窓会
「白堊（はくあ）同窓会」と称している。
昼食方法
基本は弁当持参。2021年8月31日まで「学食」と呼ばれる食堂も設置されていた。また購買でおにぎりやサンドイッチ、パン、お弁当、飲料、福田パンやデザートなども販売。

## 設置課程・学科
設置課程・学科 （2010年度募集まで）
全日制課程 2学科
- 普通科（文系1〜3組、理系4〜6組）
- 理数科（7組）

2007年度（平成19年度）から、1年次は全日制普通・理数科に改変（括り募集）。2年次から、普通科（6クラス）または理数科（1クラス）を選択する。
設置課程・学科 （2011年度募集から）
全日制課程 2学科
- 普通科（文系1〜3組、理系4〜6組）
- 理数科（7組）

2年次から、普通科（6クラス）または理数科（1クラス）を選択する。

## 沿革

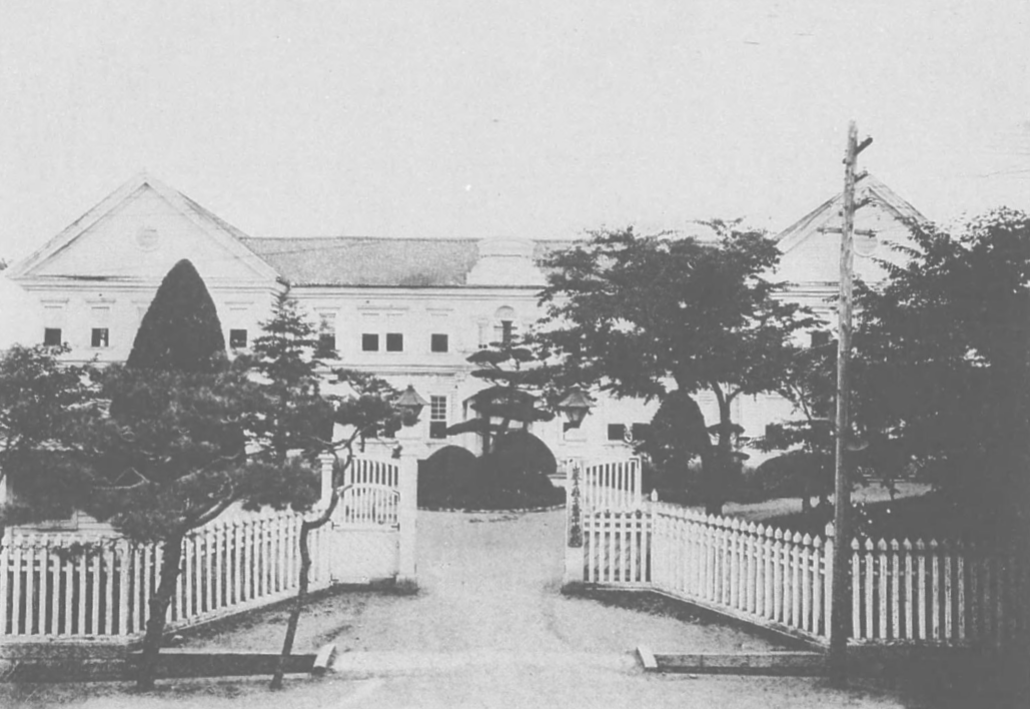
1908年の岩手県立盛岡中学校

1880年（明治13年）に創設された「公立岩手中學校」に端を発し、県内の高等学校の中では岩手県立盛岡農業高等学校に次ぐ歴史を有する。2020年（令和2年）に創立140周年を迎えた。
旧制中学校・新制高等学校（男子校）時代
- 1880年（明治13年）
  - 5月13日 - 盛岡市内丸に「公立岩手中学校」が設立される。（8級4年制）
  - 6月15日 - 開校。
  - 9月9日 - 専修科（6級3年制）を設立。
- 1882年（明治15年）6月27日 - 初等中学科8級4年、高等中学科4級2年制とする。
- 1885年（明治18年）7月9日 - 盛岡市内丸に新校舎が完成。
- 1886年（明治19年）6月7日 -「岩手縣尋常中學校」と改称。修業年限を5ヶ年とする[5]。
- 1897年（明治30年）4月1日 - 尋常中学校の増設に伴い、「岩手縣盛岡尋常中學校」と改称。
- 1899年（明治32年）4月1日 - 「岩手縣盛岡中學校」と改称。
- 1901年（明治34年）3月30日 - 「岩手縣立盛岡中學校」と改称。
- 1902年（明治35年）
  - 2月1日 - 補修科を設置。
  - 5月13日 - 創立記念運動會を開催。
- 1908年（明治41年）5月13日 - 校歌と校旗を制定。
- 1917年（大正6年）8月14日 - 現在地に移転。
- 1925年（大正14年）10月 - 白堊同窓会（はくあ）を設立。
- 1942年（昭和17年）4月1日 - 補修科の募集を停止。
- 1947年（昭和22年）4月1日 - 学制改革（六・三制の実施）
  - 旧制中学校の生徒募集を停止。
  - 新制中学校を併設し（名称：岩手縣立盛岡中學校併設中學校、以下・併設中学校）、旧制中学校1・2年修了者を新制中学2・3年生として収容。
  - 併設中学校はあくまで暫定的に設置されたため、新たな生徒募集はおこなわれず、在校生が2・3年生のみの中学校であった。
  - 旧制中学校3・4年修了者はそのまま旧制中学4・5年生となる。
- 1948年（昭和23年）4月1日 - 学制改革（六・三・三制の実施）により、旧制盛岡中学校は廃止され、新制高等学校「岩手県立盛岡第一高等学校」（男子校）が発足。
  - 旧制中学校卒業生（希望者）を新制高校3年として、旧制中学校4年修了者を新制高校2年生として編入。
  - 併設中学校卒業生を新制高校1年として収容。
  - 併設中学校は新制高等学校に継承（名称：岩手県立盛岡第一高等学校併設中学校）され、在校生が1946年（昭和21年）に旧制中学へ入学した3年生のみとなる。
- 1949年（昭和24年）3月31日 - 最後の卒業生を送り出し、併設中学校を廃止。

新制高等学校（男女共学）
- 1949年（昭和24年）
  - 4月1日
    - 通信教育部を設置。
    - 定時制不来方中心校、雫石分校、好摩（こうま）分校を設置。
    - 高校三原則に基づく公立高校再編により、県立盛岡第二高等学校（女子校）と盛岡商業高等学校を統合し、総合制高等学校「岩手県立盛岡高等学校」が発足。
      - 普通科と商業科を設置。
      - 組織は統合されたものの、校舎は旧3校とも既存の校舎を使用。旧・第一高校の校舎は上田校舎、旧・第二高校の校舎は白梅校舎、旧・商業高校の校舎は商業部と呼ばれた。また、この時点では普通科男子が上田校舎を、普通科女子が白梅校舎を使用する「校舎による男女別学」の形態をとっており、まだ完全な男女共学ではなかった。

  - 5月2日 - 定時制中心校を上田校舎内に収容。
- 1950年（昭和25年）4月1日 - 普通科において男女混合の学級を編成し、完全な男女共学を開始。
- 1951年（昭和26年）4月1日 - 統合を解消し、「岩手県立盛岡第一高等学校」（現校名／普通科／男女共学）に復称。
  - 白梅校舎は岩手県立盛岡第二高等学校（普通科／男女共学）に復称。
  - 商業部は岩手県立盛岡第三高等学校[6]（普通科・商業科／男女共学）に改称。（翌1952年（昭和27年）に普通科を廃止し岩手県立盛岡商業高等学校に復称。）
- 1952年（昭和27年）3月8日 - 盛岡二高等学校通信教育部を統合。
- 1958年（昭和33年）10月1日 - 定時制好摩分校玉山出張教室を開設。
- 1959年（昭和34年）
  - 3月1日 - 玉山出張教室を廃止。
  - 4月1日 - 岩手県立盛岡農業高等学校青山分校を定時制中心校に統合。
- 1961年（昭和36年） - 校舎（第二期工事）が完成。
- 1962年（昭和37年）
  - 5月7日 - 一本木教室を開設。
  - 8月28日 - 校舎（第三期工事）と第二体育館が完成し、移転を完了。旧校舎は岩手県庁の仮庁舎として転用されることとなる。
- 1963年（昭和38年）4月1日 - 定時制雫石分校の募集を停止し、全日制雫石分校に切り替える。
- 1964年（昭和39年）4月1日 - 一本木教室を分校に昇格。
- 1966年（昭和41年）12月17日 - 部室・合宿室が完成。
- 1968年（昭和43年）
  - 3月 - 定時制課程の生徒募集を停止。
  - 4月1日 - 定時制雫石分校が分離し、岩手県立雫石高等学校として独立。通信制課程を岩手県立杜陵高等学校に移管。
- 1969年（昭和44年）4月1日 - 理数科を設置。
- 1971年（昭和46年）3月31日 - 定時制課程を廃止。
- 1972年（昭和47年）8月20日 - プールが完成。
- 1975年（昭和50年）3月 - 好摩分校の生徒募集を停止。
- 1978年（昭和53年）3月31日 - 好摩分校を廃止。
- 1980年（昭和55年）10月 - 創立100周年を記念し、白堊記念館が完成。海外派遣事業「白堊の翼」を開始。
- 1983年（昭和58年）11月30日 - 第二体育館を改築。
- 1986年（昭和61年）3月4日 - 第一体育館が完成。
- 1990年（平成2年）- 創立110周年記念式典を行う。
- 1992年（平成4年）3月 - 一本木分校の生徒募集を停止。
- 1995年（平成7年）3月31日 - 一本木分校を廃止。
- 1999年（平成11年）12月 - 新校舎が完成し、使用を開始。
- 2000年（平成12年）10月 - 校舎落成並びに創立120周年記念式典を行う。
- 2001年（平成13年）8月 - グラウンドを改修。
- 2004年（平成16年）4月 - 同窓会と振興会によりグラウンドに照明が設置される。
- 2006年（平成18年）6月 - 同窓会有志により石川啄木歌碑が建立。
- 2007年（平成19年）3月 - 生徒募集の形態を改変し、これまでそれぞれで行われていた普通科・理数科の募集を一括で行うこととする。
- 2010年（平成22年）5月 - 創立130周年記念式典を行う。
- 2015年（平成27年）4月 - 文科省よりSGH（スーパーグローバルハイスクール）指定。
- 2017年（平成29年）7月 - 女子應援委員が誕生する。
- 2019年（平成31年）3月 - 自彊寮閉寮
- 2020年（令和2年）10月 - 創立140周年記念式典を行う。
- 2021年（令和3年）8月 - 校内に所在する学食の営業が終了する。
- 2022年（令和4年）4月 - 1時間の授業時間が45分となる。
- 2022年（令和4年）10月 - 女子應援團長が誕生する。

## 生徒活動

### 部活動
運動部・同好会
- 弓道
- 剣道
- 硬式野球（男子）
- 軟式野球（男子）
- サッカー（男子）
- 柔道
- 水泳
- スキー
- ソフトテニス
- 卓球
- テニス
- 登山
- バスケットボール
- バドミントン
- バレーボール
- ハンドボール（男子）
- ラグビー（男子）
- 陸上競技

訴訟
2017年11月10日、同校卒の男性が男子バレーボール部での活動中、遠征試合を無断欠席したことにより顧問教員に一時間に渡って人格否定を含む叱責を受け、在校中の2008年に心的外傷後ストレス障害を発症、登校が困難になったとして顧問と県を相手に約200万円の損害賠償を求める訴訟で盛岡地方裁判所 （中村恭裁判長） は過剰な指導と不登校の因果関係は認められないとしながらも「指導として社会的正当性を欠いている」として、県に計20万円の支払いを命じる判決。同地裁は過失を認めて慰謝料の支払いを教員に命じたが、当該教員は判決を不服として控訴審で係争中に岩手県立不来方高等学校へ赴任、赴任先にて男子バレーボール部顧問就任。
2019年2月1日、仙台高等裁判所 (小川浩裁判長) は「暴力や暴言は指導の裁量を超えた違法行為」と指摘、心的外傷後ストレス障害については一審同様認めず県に20万円の支払いを命じた一審盛岡地裁判決を変更、40万円の支払いを命じる判決。
文化部・同好会
- 囲碁将棋
- 英語
- 演劇
- 音楽
- 化学
- 軽音楽
- 茶華道
- 写真
- 書道
- 吹奏楽
- 生物
- 天文
- 美術
- 物理無線
- 文学研究
- ダンス

### 委員会
- 應援
- 放送委員会
- 白堊（生徒会誌）編集委員会
- 中央執行委員会

### 應援團
應援團があり、全校生徒による選挙で選出された應援委員が中心となる。同校では生徒全員を「應援團（応援団）」と位置づけ、その中核を「應援委員」、全校應援練習の場で新入生の指導にあたる三年生の有志を「團有志」、クラスで新入生の指導にあたる二年生の有志を「指導有志」と定義している。

### 制服
- 男子：一般的な金ボタン5個の黒詰襟学生服、学帽（白い線2本入り）あり
- 女子：紺のブレザー、ブラウスに紺の細めのリボン、靴下は基本紺または白

## アクセス
- JR東北新幹線、東北本線、IGRいわて銀河鉄道「盛岡駅」よりバス利用。
  - 岩手県交通　東口11番乗り場
    - ｢307・334　駅上田線」、あるいは、｢311　駅桜台団地線」に乗車。

  - 岩手県北バス　西口25番乗り場
    - ｢E01　厨川駅」行き、あるいは、｢E03　厨川駅西口」行きに乗車。

  - いずれも｢一高前｣下車[10]。
  - ただし、いずれの場合も盛岡駅に向かう場合は、｢県立中央病院前｣から乗車する。バス停まで徒歩5分。
- JR山田線「上盛岡駅」から徒歩10分

## 主な行事
4月
- 入学式
- 対面式：入学式の後日行われる。
- 應援歌練習

5月
- 大運動会：創立記念日である5月13日に行われる。

6月
- スポーツ祭：クラス対抗で、球技を中心として行われる。
- 應援歌練習：夏の甲子園地方予選に照準を合わせて練習する。

8月〜9月
- 白堊祭（文化祭）：各部・クラスの研究成果の発表を始め、模擬店出店が行われる。

11月
- 研修旅行：2年生が対象。関西コースまたは台湾コースに分かれて行われる。かつて戦後の長い期間、修学旅行がなかったのが同校の特色の一つだった。

1月
- 予餞会：受験を控えた3年生を観客として招待し、1・2年生や教職員、應援團が出し物(劇・映像など)をする。

2月
- 應援歌練習：翌年度の4月の應援歌練習に向けて、1・2年生によって行われる。

3月
- 卒業式
- 白堊の翼：生徒海外派遣事業で、1・2年生数名がカナダのビクトリアに約3週間滞在し、現地の学生との交流や、探究活動のフィールドワークを行う。

## 一般公開
開かれた学校作りを進めるため、日にちを限って学校を一般に公開している。以下、日程。
- 星を観る会：最新式屈折望遠鏡の一般公開を行う。毎年7月頃と10月頃に行われ、在校生による説明・著名人を招いての講演会も行われる。
- 学校へ行こう週間：日常的な学校生活の参観を目的としている。毎年11月頃に行われる。
- 白堊祭
- 大運動会

## 著名な出身者

### 戦前
政治・経済・軍事
- 出淵勝次 - 外交官・政治家、外務次官・在アメリカ合衆国日本大使・参議院議員
- 米内光政 - 軍人、海軍大将、第37代内閣総理大臣、最後の海軍大臣として終戦に尽力した
- 八角三郎 - 軍人、海軍中将
- 田子一民 - 政治家、農林大臣・衆議院議長・三重県知事
- 郷古潔 - 三菱重工業社長、東條内閣顧問（A級戦犯）
- 及川古志郎 - 軍人、海軍大将・海軍大臣
- 板垣征四郎 - 軍人、陸軍大将・陸軍大臣（A級戦犯）
- 多田武雄 - 軍人、海軍中将、実質最後の海軍次官 / 東京府立一中へ転校
- 三鬼隆 - 日本製鐵社長
- 阿部千一 - 衆議院議員、岩手県知事
- 岩動道行 - 科学技術庁長官
- 神谷尚男 - 検事総長
- 工藤巌 - 岩手県知事、衆議院議員
- 平井直衛 - 日詰町議会議長

学術・文化・芸術
- 煙山専太郎 - 歴史学者（西洋史）・早稲田大学名誉教授
- 金田一京助 - 言語学者・国語学者・東京帝国大学教授・文化勲章受章者
- 野村胡堂 - 小説家・音楽評論家
- 岡山不衣 - 俳人
- 石川啄木 - 歌人・詩人 ※中退
- 小野清一郎 - 法学者（刑法）・東京大学名誉教授・文化勲章受章者
- 樋渡宏一 - 生物学者
- 山口青邨 - 俳人
- 阿部孝 - 英文学者・高知大学初代学長、宮沢賢治と同級
- 宮沢賢治 - 詩人・児童文学者
- 宮澤清六 - 賢治の実弟でその研究者
- 佐藤得二 - 仏教学者、直木賞作家
- 森嘉兵衛 - 歴史学者（社会経済史）・岩手大学名誉教授
- 森荘已池 - 直木賞作家、生前はほとんど無名だった宮沢賢治と交流があった
- 古沢元 - 小説家
- 松本竣介 - 洋画家
- 舟越保武 - 彫刻家
- 及川奥郎 - 天文学者
- 瀬川深 - 俳人、小児科医
- 福田隆 - 染絵作家、戦後には盛岡高等学校の美術教員を務めた

芸能・マスコミ・スポーツ
- 久慈次郎 - 野球選手、野球殿堂
- 弓館小鰐 - 新聞記者、随筆家
- 獅子内謹一郎 - アマチュア野球選手、「岩手野球の父」と呼ばれた
- 工藤孝一 - サッカー選手、サッカー指導者

### 戦後
政治・行政・経済・軍事
- 玉澤徳一郎 - 元衆議院議員、防衛庁長官、農林水産大臣
- 橋本英教 - 元衆議院議員
- 黄川田徹 - 元衆議院議員
- 階猛 - 衆議院議員、弁護士
- 広瀬めぐみ - 元参議院議員、弁護士
- 畑浩治 - 元衆議院議員、建設・国土交通官僚
- 主濱了 - 前滝沢市長、元参議院議員
- 穀田恵二 - 衆議院議員（日本共産党）
- 達増拓也 - 岩手県知事、元衆議院議員
- 中村力 - 郵政官僚、元衆議院議員
- 大沢博 - 第49代消防庁長官、総務省自治財政局長[11]
- 及川昭伍 - 内閣府官僚、国民生活センター理事長
- 源新英明 - 財務官僚、財務省名古屋税関長、大臣官房審議官（関税局担当）
- 武田俊彦 - 厚生労働官僚、厚生労働省医政局長、厚生労働省医薬・生活衛生局長
- 小松正之 - 農林水産官僚、国際連合食糧農業機関水産委員会議長、国際捕鯨委員会日本代表代行、政策研究大学院大学教授
- 坂下広朗 - 国土交通官僚、国土交通省技術総括審議官、同海事局長、日本海事協会会長
- 柴田聡 - 財務・金融官僚
- 小笠原和美 - 警察官僚
- 奥山恵美子 - 元仙台市長
- 相原正明 - 元江刺市長、元奥州市長
- 山本正徳 - 宮古市長
- 戸田公明 - 前大船渡市長
- 高橋昌造 - 矢巾町長
- 谷藤裕明 - 前盛岡市長
- 高橋温 - 住友信託銀行元社長・元会長

学術・文化・芸術
- 夏井高人 - 法学者（サイバー法、コンピュータ法）・明治大学法学部教授
- 工藤雅樹 - 歴史学者、考古学者（東北古代史）
- 久美沙織 - 小説家
- 栗生澤猛夫 - 北海道大学名誉教授、歴史学者
- 斎藤環 - 筑波大学教授、精神科医、評論家
- 佐藤比呂志 - 地質学者、東京大学名誉教授
- 小田中聰樹 - 法学者、東北大学名誉教授
- 熊谷重勝 - 会計学者、立教大学名誉教授
- 城戸朱理 - 詩人
- 中村三春 - 北海道大学教授
- 中村慶久 - 東北大学名誉教授、元岩手県立大学学長、元映像情報メディア学会会長、元公立大学協会副会長
- 小山田了三 - 富士大学学長
- 本堂寛 - 東北大学教養学部教授
- 晴山一穂 - 法学者
- 三浦信孝 - フランス文学者
- 加藤哲郎 - 政治学者
- 村上雅人 - 超伝導工学者
- 佐々木正利 - 声楽家（テノール）、岩手大学教授
- 波多野杜夫 - 小説家
- 佐藤亜有子 - 小説家
- 日沢伸哉 - 放送作家・作家
- 名久井直子 - 装幀家
- 澤口たまみ - エッセイスト・絵本作家
- 詩森ろば - 劇作家・舞台演出家・脚本家

芸能・マスコミ・スポーツ・その他
- 國保陽平 - 元プロ野球選手、高校野球指導者
- 大宮政志 - 競輪選手。1960年ローマオリンピック及び1964年東京オリンピック出場。
- 佐々木収 - ミュージシャン、（SCRIPT・元MOON CHILD）
- 高橋研 - シンガーソングライター・音楽プロデューサー
- 山口則幸 - 東日本放送アナウンサー
- 八重樫茂生 - サッカー選手、日本サッカー殿堂
- 古舘友華 - テレビ岩手アナウンサー
- 湯澤幸一郎 - 俳優
- 加藤真輝子 - テレビ朝日アナウンサー
- 木下歌織 - テレビ信州アナウンサー
- 大友啓史 - 元日本放送協会職員、演出家、映画監督
- 燿 - ミュージシャン（摩天楼オペラ）
- 浪岡真太郎 - ミュージシャン（Penthouse）
- お侍ちゃん - お笑い芸人
- 千菅春香 - 声優
- 吉田裕美 - 岩手めんこいテレビの気象キャスター・気象予報士
- 今井友理恵 - フリーアナウンサー、元石川テレビ放送アナウンサー
- 阿部正樹 - IBC岩手放送取締役相談役、元同社代表取締役社長、会長
- 熊谷望那 - 東北放送アナウンサー
- 小笠原舞子 - 古舘プロジェクト所属のフリーアナウンサー、元札幌テレビ放送アナウンサー
- 福士周太 - ラグビー選手
- 澤口実歩 - 讀賣テレビ放送アナウンサー[12]
- 畑中美耶子 - 演出家、方言指導家、元IBC岩手放送アナウンサー。
- 北舘洋一郎 - デザイナー、クリエイティブディレクター、NBAライター
- 佐藤誓 - 俳優・声優
- 佐々木豊文 - 速読脳開発指導者
- ノムラフッソ - お笑い芸人（忠犬立ハチ高）
- 王坂 - お笑い芸人（忠犬立ハチ高）